# Mrnjava
Mrnjava (en serbio: Мрњава) fue un noble serbio provincial, nacido en Zahumlia, una provincia fronteriza en el oeste del Reino de Serbia. Mrnjava es el fundador epónimo de la notable familia de Mrnjavčević, su hijo Vukašin Mrnjavčević se convirtió en el cogobernante del Imperio serbio (1365-1371) como rey durante la caída del Imperio serbio.
El padre de Mrnjava fue Mrnjan (en latín: Mergnanus; fl. aprox. 1280-1289), un canciller financiero (en latín: camerarius, sr. kaznac, lit. chambelán) que sirvió al rey Esteban Uroš I de Serbia y su esposa, la reina Helena de Anjou en la corte en Trebinje (en la provincia real de Travunia). Mavro Orbini escribió que la familia procedía de Hum, y que el pobre Mrnjava y sus dos hijos, que después vivieron en Blagaj, rápidamente ascendieron a la prominencia bajo Esteban Uroš IV Dušan de Serbia que envió por ellos para que vengan a su corte. Posiblemente, la familia había abandonado Hum, que anteriormente formaba parte del Reino de Serbia, después de la conquista bosnia de Hum (1326), y se estableció en Livno (donde supuestamente nació Vukašin). La familia más probablemente apoyó la campaña bosnia de Dušan (1350), en la cual vio la reconquista de Hum.
El nombre de su esposa se desconoce. Se sabe que tuvo por lo menos dos hijos:
- Jovan Uglješa (1320-1371), déspota de Serres 1365-1371.
- Vukašin Mrnjavčević (1320-1371), Señor de la tierra serbia, de los griegos, y de las provincias occidentales (cogobernante del emperador Esteban Uroš V, 1365-1371).
- Gojko Mrnjavčević (m. 1371), logoteta en la corte imperial serbia (disputado).